# 1989 en rugby à XV
Cette page présente les faits marquants de l'année 1989 en rugby à XV : les principales compétitions et évènements liés au rugby à XV et rugby à sept ainsi que les décès de grandes personnalités de ces sports.

## Événements

### Mars
- La France remporte le Tournoi en gagnant trois matchs et en concédant une défaite[1].
  - Article détaillé : Tournoi des Cinq Nations 1989

### Mai
- 20 mai : Le RC Narbonne remporte son 7e Challenge Yves du Manoir en battant le Biarritz olympique 18-12 à Tarbes[2].
- 27 mai : le Stade toulousain remporte le Championnat de France de rugby à XV de première division 1989 après avoir battu le Rugby club toulonnais en finale[3]. Il gagne son dixième bouclier de Brennus, le troisième au cours des années 1980.
- Mai : treizième édition de la Coupe Ibérique. Les Portugais du SL Benfica l'emportent 25-04 face aux Espagnols du CD Arquitectura, glanant ainsi leur troisième titre dans la compétition.

### Juin
- 11 juin :  Boulou sportif XV devient champion de France de rugby, 2e série, contre l’équipe landaise de l’Entente Lesperon/Onesse sur le score de 22-19.

### Octobre
- 14 octobre : L'Argentine remporte le Championnat d'Amérique du Sud.

## Principales naissances
- 6 janvier : Kurtley Beale, arrière international australien à 95 reprises, naît à Blacktown.
- 8 janvier : Aaron Cruden, demi d'ouverture international néo-zélandais à 50 reprises, naît à Palmerston North.
- 9 janvier : Nick Phipps demi de mêlée international australien à 72 reprises, naît à Blacktown.
- 9 janvier : Yu Tamura demi d'ouverture international japonais à 69 reprises, naît à Okazaki.
- 23 février : Courtney Lawes deuxième ligne international anglais à 96 reprises, naît à Hackney.
- 14 mars : Levani Botia centre international fidjien à 24 reprises, naît à Suva.
- 23 mars : Jerry Tuwai international fidjien de rugby à sept, naît à Suva.
- 28 mars : Wenceslas Lauret troisième ligne international français à 27 reprises, naît à Tarbes.
- 3 avril : Israel Folau arrière international australien à 73 reprises et tongien à 1 reprise, naît à Minto.
- 3 avril : Camille Lopez demi d'ouverture international français à 28 reprises, naît à Oloron-Sainte-Marie.
- 19 avril : Rob Simmons deuxième ligne international australien à 106 reprises, naît à Theodore.
- 20 avril : Conor Murray demi de mêlée international irlandais à 105 reprises, naît à Limerick.
- 1 mai : Juan Manuel Gaminara troisième ligne international uruguayen à 71 reprises, naît à Montevideo.
- 4 mai : Trevor Nyakane pilier international sud-africain à 57 reprises, naît à Bushbuckridge.
- 15 mai : Kini Murimurivalu arrière international fidjien à 34 reprises, naît à Lami.
- 4 juin : Bernard Le Roux deuxième ligne international français à 47 reprises, naît à Moorreesburg.
- 6 juin : James Slipper pilier international australien à 124 reprises, naît à Gold Coast.
- 12 juin : Tomás Cubelli demi de mêlée international argentin à 88 reprises, naît à Buenos Aires.
- 20 juin : Fraser Brown talonneur international écossais à 61 reprises, naît à Lanark.
- 6 août : Justin Tipuric troisième ligne international gallois à 93 reprises, naît à Neath.
- 18 août : Willie le Roux arrière international sud-africain à 82 reprises, naît à Stellenbosch.
- 24 août : Richie Gray deuxième ligne international écossais à 73 reprises, naît à Rutherglen.
- 5 septembre : Ben Youngs demi de mêlée international anglais à 128 reprises, naît à Cawston.
- 8 septembre : Bernard Foley demi d'ouverture international australien à 76 reprises, naît à Sydney.
- 17 septembre : Peter O'Mahony troisième ligne international irlandais à 91 reprises, naît à Cork.
- 9 octobre : Viktor Kolelishvili troisième ligne international géorgien à 50 reprises, naît à Tbilissi.
- 16 octobre : Dan Biggar demi d'ouverture international gallois à 107 reprises, naît à Morriston.
- 18 octobre : Rabah Slimani pilier international français à 57 reprises, naît à Sarcelles.
- 12 novembre : Carlin Isles international américain de rugby à sept, naît à Massillon.

## Principaux décès
- 31 janvier : André Haget demi d'ouverture international français à 14 reprises, meurt à Thiais.
- 26 mai : Jean Matheu-Cambas troisième ligne international français à 24 reprises, meurt à Castres.
- 28 novembre : Ernest Frayssinet troisième ligne français, meurt à Saint-Jean-de-Marcel.
- 24 décembre : Florică Murariu troisième ligne international roumain à 69 reprises, meurt à Bucarest.